# Svobodné Dvory

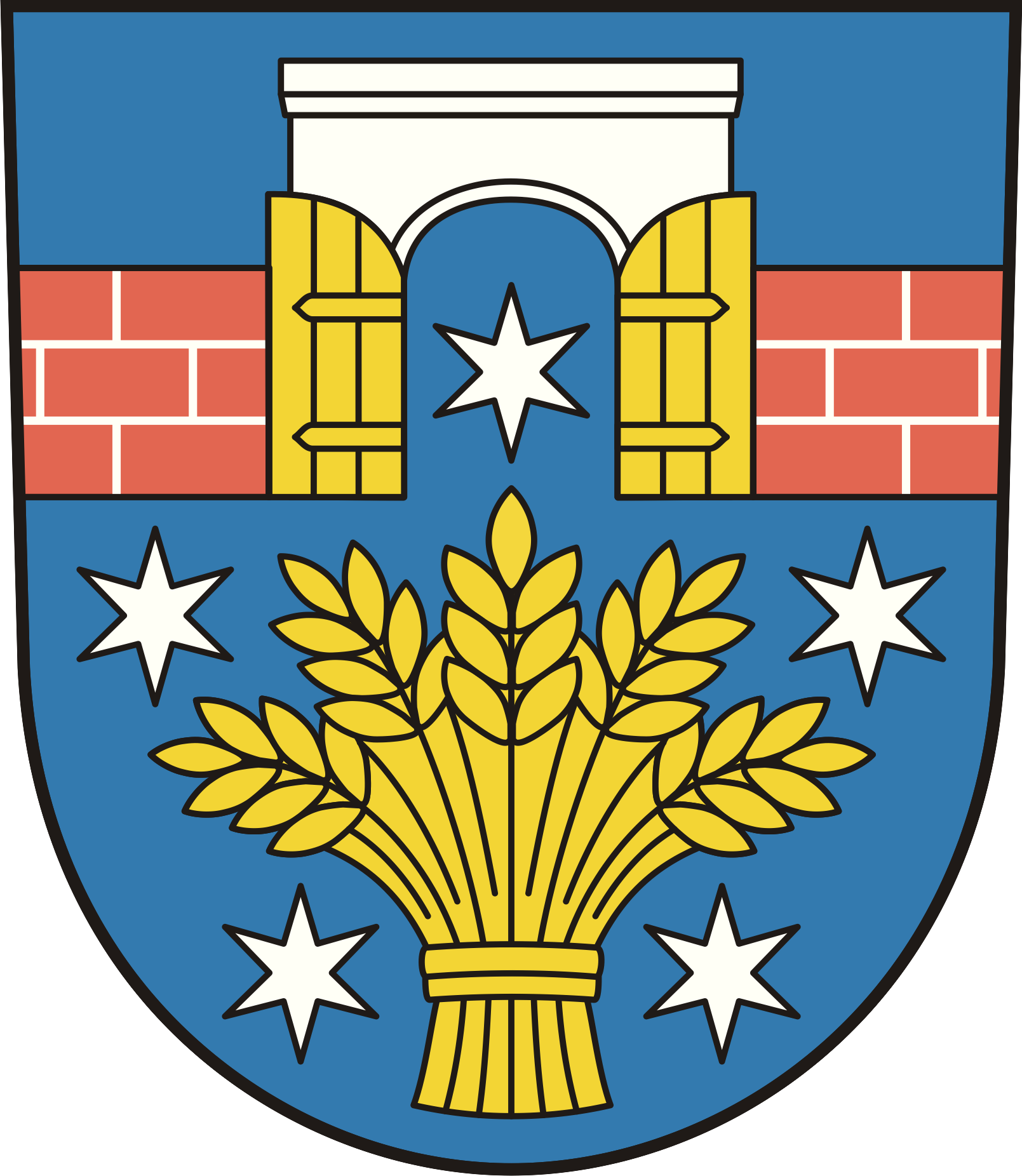
Neoficiální znak Svobodných Dvorů z roku 2023, pořízený náklady Okrašlovacího spolku Svobodné Dvory, přijatý Komisí místní samosprávy Svobodné Dvory

Svobodné Dvory (německy Freihöfen) jsou místní část statutárního města Hradec Králové, nachází se na severozápadě města. Svobodné Dvory je také název katastrálního území o rozloze 6,94 km², s nimiž jsou Svobodné Dvory 4. nejrozlehlejší místní částí města Hradec Králové. Současně jsou jeho 7. největší místní částí co do počtu obyvatel. Územím procházejí významné dopravní stavby – dálnice D11, silnice II/611 – a protéká Labský náhon.  

## Historie
Součástí dnešního katastru Svobodných Dvorů jsou i bývalé osady Bohdanečské (Bohdanecké) Dvory, Cihelna a Klacov, které jsou uváděny až do přelomu 19. a 20. století, poté z map i záznamů mizí.
V dubnu roku 1899 byla v místní Morávkově cihelně objevena téměř kompletní kostra pleistocenního mamuta. Lokalita je považována za místo úlovku a prvotního zpracování uloveného zvířete. Spolu s kostrou byly nalezeny čepele pravděpodobně z období gravettienu. Veškeré nálezy včetně kostry jsou uloženy v Muzeu východních Čech v Hradci Králové, kterému je za symbolickou částku daroval majitel cihelny Milan Morávek.
Už od doby Rakousko-Uherska byly Svobodné Dvory obcí s bohatým spolkovým i společenským životem, působila zde Tělovýchovná jednota Sokol, Okrašlovací spolek, několik amatérských divadelních souborů nebo také Spořitelní a záložní spolek pro Svobodné Dvory. Centrem života byl vedle hostinců a sokolovny také Dělnický dům, jehož součástí byl hostinec a také sál, kde se konala divadelní představení, taneční zábavy, plesy a další společenské a kulturní akce. 
S bohatým životem společenským šel ruku v ruce i průmyslový rozvoj obce. Stěžejní oblastí byly v tomto směru zdejší cihelny, které se tu díky rozsáhlým ložiskům cihlářské dílny nacházely už od konce 15. století. Největšího rozvoje věhlasu došly zdejší cihelny mezi druhou polovinou 19. a první polovinou 20. století. Nejznámějšími byly cihelny Morávkova, Komárkova, Kučerova, Kozlova a také Smetanova (později Společná cihelna), který byla nejdéle fungující zdejší cihelnou – vyrábělo se zde od roku 1874 do roku 1977. Vedle dalších větších i menších živností lze zmínit také továrnu na výrobu nápojů NÁPOJA v jihovýchodní (spodní) části Svobodných Dvorů a samozřejmě také továrnu na zpracování kysaného zelí Františka Komárka. Není bez zajímavosti, že právě v této továrně se ve druhé polovině 20. století začalo v Československu vůbec poprvé vyrábět kysané zelí balené v plastových sáčcích. V části obce zvané Pálenka se nacházel známý lihovar, jehož majitelem byl mj. hradecký purkmistr Alois Kemlink.
Sportovním fenoménem Svobodných Dvorů byl hokejový klub SK Meteor Svobodné Dvory, fungující mezi lety 1934–1969. Největším úspěchem v historii klubu, který se stal mnohonásobným přeborníkem, byl zápas o postup do nejvyšší hokejové soutěže v roce 1941. Své zápasy odehrál Meteor na svobodnodvorském stadionu, který se stal známý také díky pořádání mezinárodních motocyklových závodů na ploché dráze.  

## Současnost
Dnešní charakter Svobodných Dvorů je převážně rezidentní s významnou funkcí zemědělskou a zřetelnou funkcí služeb; výrobní či skladovací kapacity se zde nacházejí jen v omezené míře. Mimo obě centrální části rozdělené silnicí II/611 tvoří Svobodné Dvory také osady Kozlovka a Chaloupky, v jejichž blízkosti protíná od r. 2022 svobodnodvorský katastr dálnice D11. Od roku 1971 jsou Svobodné Dvory součástí města Hradec Králové. Působí zde Komise místní samosprávy Svobodné Dvory, která je poradním a iniciativním orgánem Rady města Hradec Králové. Informace nejen o své činnosti komise zveřejňuje na webu www.svobodnedvoryhk.cz. Schůzovní místnost komise se nachází v Obecním domě. 
Z aktivních spolků lze zmínit např. Tělovýchovnou jednotu Slavoj, Myslivecký spolek Svobodné Dvory, Klub rodičů a přátel při ZŠ Svobodné Dvory či Okrašlovací spolek Svobodné Dvory. V místě funguje Základní škola a Mateřská Škola Hradec Králové, Svobodné Dvory; mateřská škola má dvě pracoviště – v ulicích K Dolíkům a K Meteoru. V budově tzv. obecního domu působí pobočka České pošty, s.p. Sídlo ve Svobodných Dvorech má také královéhradecká pobočka Českého hydrometeorologického ústavu. Z větších firem zde nalezneme třeba výrobní prostory firmy D.E.E.D. zhotovující montované domy a žárovou zinkovnu Wiegel (obě v objektu bývalé Společné cihelny u Bohdaneckého rybníka).

## Osobnosti
Narodil se zde a žil Hynek Srdínko (1847–1932), dlouholetý starosta obce, okresní starosta Hradce Králové a zemský i celostátní politik. Jeho syn Otakar Srdínko (1875–1930) byl docentem a mimořádným profesorem v oborech histologie a embryologie, přednostou Histologicko-embryologického ústavu a v letech 1925–1929 československým ministrem školství a národní osvěty, resp. zemědělství.
Narodil se zde také učitel a meziválečný národně socialistický poslanec Jaroslav Hynek (1891–1960).
Dalším významným rodákem byl František Žaloudek, muzejní fotograf a kustod, který se narodil ve zdejší části zvané Pálenka. Do historie Hradce Králové se zapsal především jako tvůrce modelu města zachycujícího jeho stav před zbouráním pevnosti. Podílel se také na významných archeologických vykopávkách ve své rodné obci, včetně slavného objevu mamutí kostry.
Ve Svobodných Dvorech se narodila i herečka a spisovatelka Hana Militká, generační souputnice Miroslava Donutila či Pavla Zedníčka z brněnské JAMU a Divadla Husa na provázku, později hostující členka činohry Národního divadla v Praze. Zdejším rodákem je také Jiří Halberštát, pedagog, divadelní režisér, spisovatel a dlouholetý starosta obce Těšovic, či Oldřich Tlustoš (2. 7. 1935 – 24. 10. 2019), český sochař, malíř a medailér.
Zvláštní a rozporuplnou postavou narozenou v této obci byl Josef Prouza, odsouzený k smrti ve zpolitizovaném procesu v roce 1952, později rehabilitovaný.